# Reichspropagandaamt
Reichspropagandaämter bestanden unter dieser Bezeichnung mit Wirkung zum 1. August 1937 als deutsche Reichsbehörden. Sie gingen nach entsprechendem Erlass von Adolf Hitler aus den Landesstellen des Reichsministeriums für Volksaufklärung und Propaganda (RMVP) hervor. Gem. Art. 9 der Berliner Erklärung vom 5. Juni 1945 mussten alle von Deutschland beherrschten Funk- und Fernnachrichtenverkehrseinrichtungen und sonstigen Draht- und drahtlosen Nachrichtenmittel ihren Sendebetrieb einstellen.

## Struktur und Leiter der Reichspropagandaämter (1939)
Im Juli 1933 waren als Unterbau des RMVP 13 Landesstellen, deren Sprengel etwa denen der Landesarbeitsämter entsprachen, und 18 Reichspropagandastellen errichtet worden, die das Gebiet der Landesstellen nochmals unterteilten. Seit 1934 befand sich in jedem Gau der NSDAP eine Landesstelle des RMVP. Deren Leiter erhielten den Titel Landeskulturwalter und waren in Personalunion zugleich Leiter der jeweiligen Gaupropagandaleitung der NSDAP. Der Theorie nach sollten die Landesstellen die im Ministerium getroffenen politischen Entscheidungen in den einzelnen Gauen überwachen und durchführen, in der Praxis waren deren Leiter durch die genannte Personalunion jedoch häufig mehr von ihrem jeweiligen Gauleiter abhängig als vom Ministerium. 1937 wurden die Landesstellen in Reichspropagandaämter umbenannt und zu Reichsbehörden erhoben. Nach dem Anschluss Österreichs gab es insgesamt 42 Reichspropagandaämter mit 1400 hauptamtlichen Mitarbeitern.
- Baden: Adolf Schmid in Karlsruhe
- Bayerische Ostmark: Hans Kolbe in Bayreuth
- Berlin: Werner Wächter in Berlin
- Düsseldorf: Hermann Brouwers in Düsseldorf
- Essen: Arnold Fischer in Essen
- Franken: Hans Bäselsöder in Nürnberg
- Halle-Merseburg: Wilhelm Maul in Halle (Saale)
- Hamburg: Erich Schmidt in Hamburg
- Hessen-Nassau: Willi Stöhr in Frankfurt am Main
- Kärnten: Ottokar Drumbl in Klagenfurt
- Koblenz-Trier: Albert Urmes in Koblenz
- Köln-Aachen: Richard Ohling in Köln
- Kurhessen: Heinrich Gernand in Kassel
- Kurmark: August Heinrich Scherer in Berlin
- Magdeburg-Anhalt: Fritz Ihlenburg in Dessau
- Mainfranken: Waldemar Vogt in Würzburg
- Mecklenburg: Alexander Sondermann in Schwerin
- München-Oberbayern: Otto Nippold in München
- Oberdonau: Ferry Pohl (bis 1941) in Linz
- Osthannover: Friedrich Schmonsees in Lüneburg
- Ostpreußen: Joachim Paltzo in Königsberg in Preußen
- Pommern: Kuno Popp in Stettin
- Saarpfalz: Rudolf Trampler in Neustadt an der Weinstraße
- Sachsen: Heinrich Salzmann in Dresden
- Salzburg: Artur Salcher in Salzburg
- Schlesien: Fischer in Breslau
- Schleswig-Holstein: Gustav Schierholz in Kiel
- Schwaben: Georg Traeg in Augsburg
- Südhannover-Braunschweig: Herbert Huxhagen in Hannover
- Thüringen: Wilhelm Brüstlin in Weimar
- Weser-Ems: Ernst Schulze in Oldenburg
- Westfalen-Nord: Fritz Schmidt in Münster
- Westfalen-Süd: Hermann Brust in Bochum
- Wien: Wilhelm Maul (kommissarisch) in Wien
- Württemberg-Hohenzollern: Adolf Mauer in Stuttgart